# Цикарево
Ци́карево (Цыкарево) — деревня в Торопецком районе Тверской области. Входит в состав Василевского сельского поселения.

## История
На топографической карте Фёдора Шуберта, изданной в 1871 году обозначена деревня Цыкарева. Имела 6 дворов.
В списке населённых мест Торопецкого уезда Псковской губернии за 1885 год значится деревня Цыкарево. Входила в состав Туровской волости Торопецкого уезда. Имела 8 дворов и 48 жителей.
На карте РККА 1923—1941 годов деревня обозначена как Цикорево. Имела 11 дворов.
В 2024 году в ходе российского вторжения в Украину крупный склад боеприпасов ГРАУ, расположенный под городом Торопец рядом с деревнями Цикарево и Кудино, был атакован украинскими дронами. Произошла детонация боеприпасов, возник пожар. В городе Торопце и соседних с ним сёлах взрывной волной повреждены многие здания и выбиты стекла, имеются раненые среди населения. Объявлена эвакуация жителей, из Торопца вывезено более 7 тысяч человек (при общей численности 11 тысяч), однако жители расположенных рядом с горящими складами деревень Кудино и Цикарево не имели возможности выехать из-за пожара и продолжающихся взрывов.

## География
Деревня расположена в 7 км к востоку от районного центра Торопец. Находится на южном берегу Кудинского озера. Ближайшие населённые пункты — деревни Заречье и Кудино.
Климат
Деревня, как и весь район, относится к умеренному поясу северного полушария и находится в области переходного климата от океанического к материковому. Лето с температурным режимом +15…+20 °С (днём +20…+25 °С), зима умеренно-морозная −10…−15 °С; при вторжении арктических воздушных масс до −30…-40 °С.
Среднегодовая скорость ветра 3,5—4,2 метра в секунду.

## Население
| 2010 |
| ---- |
| 1    |

В 2002 году население деревни составляло 9 человек.
Национальный состав
Согласно результатам переписи 2002 года, в национальной структуре населения русские составляли 100% от жителей.